# 3993 Šorm
3993 Šorm è un asteroide della fascia principale. Scoperto nel 1988, presenta un'orbita caratterizzata da un semiasse maggiore pari a 2,5712857 UA e da un'eccentricità di 0,0719323, inclinata di 3,07056° rispetto all'eclittica.